# 走り屋
走り屋（はしりや）とは高速道路や山岳道路などの公道を自動車やオートバイに乗り、スピードを出して走ることを特に好む人々のことで法定速度や安全面に配慮しない迷惑・犯罪行為を行う集団のことでもある。警察の使用する「違法競走型暴走族」と言う呼称やほぼ同義の英語「ストリート・レーサー (Street Racer) 」のように、いわゆる暴走族（共同危険型暴走族）とは違って集団で街を徘徊するのではなく、人里離れた（＝障害物となる他の交通が少ない）山道などを好み運転技術や車の動力性能に重きを置く傾向を持つ。報道機関などは出没する場所や行動により「ローリング族」「カミナリ族」「ルーレット族」「ドリフト族」などとも呼ぶ。
同様の暴走族は、若者にも自動車が普及した国や地域であればほぼ普遍的に見られるが、その文化は大きく異なっているため本稿では主に日本に関して説明する。

## 概要
日本において公道レースを行う者は、1960年代までは「カミナリ族」と呼ばれたが、1970年代以降「暴走族」として扱われるようになった。この頃からグループごとに特徴が表れ、暴力行為で制圧しようとするグループと、運転技術で勝負しようとするグループに大別される。後者が「街道レーサー」と呼ばれ、後に「走り屋」へと呼称が変遷していった。1980年代から1990年代にピークを迎え、その後は法律やマナーの問題、走り屋の間で人気のあるスポーツカーの減少などで衰退傾向にあるが、現在も各地に存在する。
公道をレース場のようにして1人、あるいは集団で暴走行為を行う。集団で暴走行為を行う場合は、実際に公式な競技に参加していなくとも「チーム」を自称することもある。見物人（ギャラリーと呼ばれる）が集まって行われる「レース」の種別は多岐にわたるが、レース競技を模しているものの合法性に欠ける行為であることから、公に広報を行った「行事」として活動されることはなく、あくまでも非公式な「集まり」として展開される。
主として深夜帯において、高速道路や俗に「峠」と称される曲がりくねった山岳道路、埠頭や開発途中の新市街地、河川敷や駐車場などで、いかに速く、そして格好良く走るかを追求した走行を行う。しかし大半が公道であるがゆえに、指定速度の極端な超過（「その進行を制御することが困難な高速度（刑法第208条の2）」）や、場合によっては車両の不正改造などによる違法行為を伴うことがある。他の一般車や歩行者（身を守るために歩行自体を避けざるを得ない場合もある）に危険を及ぼしたり通行の妨げになるほか、近隣住民への騒音被害や道路設備の損壊（ドーナツターンなど路面のタイヤのスリップ痕も器物損壊罪である）などが社会問題になった。また、砂川市一家5人死傷事故のように無関係の歩行者・自動車が事故に巻き込まれることもある
。
可処分所得や可処分時間の多くを自動車の改造や維持に投じる者も少なからずいる。ある程度の年齢に達すると結婚・出産など個々の生活環境の変化によって遠ざかることが多い。
土屋圭市や織戸学など、走り屋として腕を磨きプロにまで上り詰めたレーシングドライバーやバイクレーサーも存在する。

### 呼称
走り屋とは、もともとは第三者が運転に秀でている者に対し称号的につけた呼称であったが、現在ではいわゆる「走り屋」（違法競争型暴走族）がいわゆる「暴走族」（共同危険型暴走族）と同一視されることを嫌い、時には「走り屋」という呼称に誇りを持って「走り屋」を称することが多い。『走り屋』は嗜好の対象が車両または車両の運転にある場合が多く、社会に与える迷惑は副次的に発生する事象であり、一方で『暴走族』は集団で迷惑行為（暴走、暴力など）そのものを嗜好する場合が多い」という観点で区引きが可能である。ただし実際は、前述のように副次的なもの以外にも迷惑行為を行う違法競走型暴走族がおり、また共同危険型暴走族から違法競走型暴走族への流入傾向もあるなど、両者ともさまざまな形態が存在するため境界線は明確でない。
ただこの呼称について、特にそれらマニアからは好意的な解釈をもって受け止められており、自動車関連のプロや評論家の紹介にも使用されることがある。
走る場所によって、警察やマスコミから、「ゼロヨン」「ドリフト族」「ルーレット族」「環状族」「ローリング族」「峠族」といったように呼ばれることもある。

## 歴史

### 勃興
1970年代後半以降、1950-1960年代のカミナリ族の嗜好を受け継ぐ、「暴走族」の中でも運転技術や速さを重視する集団が「街道レーサー」と呼ばれるようになり、後に「走り屋」という名称が生まれる。
また、サーキットなどのモータースポーツ施設が多くなかった1970年代には、正規の競技会以外に練習をしようとも、専用コースを借りることは極めて困難であった。それゆえ、公認競技に出場するドライバーでさえ、深夜の峠道や河川敷、林道を走り込んで腕を磨くことは一般的であり、現在よりも公認の競技と非公認の違法走行の境目は曖昧であった。

### 発展・隆盛
1980年代になると、ラリーなどに使用されるナンバー付き競技車両の規定が、公害や交通事故の増加などを重く見た行政の干渉を受けて大きく変更される。1980年にはエンジン関連の改造が禁止され、1986年にはロールケージなどの競技に必要な安全装備に関する改造まで禁止される（半年後、改造車検の取得を条件に認められた）。これらを契機に、日本自動車連盟（JAF）への不信感を強め、競技から離れたり、非公認の走行へと活動の場を移した者も多かった。この不合理な法規とそれを反映した行政の対策は、結果としてドライバーやチューニングショップに対して「公認」と「非公認」どちらを選ぶかの踏み絵のように機能し、モータースポーツを公認競技とストリート（走り屋）を含む非公認部門へと二分化することとなった。
街道レーサーの文化や法規の変化を反映したストリートでの非公認な競技走行という下地に加えて、1980年代以降自動車の高性能化が進むと、走り屋は1980年代から1990年代にかけて増加、隆盛を誇った。首都高速都心環状線を高速走行する「ルーレット族」や阪神高速1号環状線を高速で周回する「環状族」、埠頭などの港湾地区や峠道で車を意図的に横滑りさせて走行する「ドリフト族」、峠道などのカーブでバイクの車体を倒して膝を擦りながら走行する「ローリング族」、公道で停止状態から0-400mの加速タイムを競う「ゼロヨン族」など、様々な形態とそれに対応する呼称が生まれたのもこの時代である。
また、1990年代にはしげの秀一の『頭文字D』や楠みちはる『湾岸ミッドナイト』など、走り屋をテーマとした漫画作品なども生まれ、人気を博した。特に前者は、主人公が作中で駆るスプリンタートレノ（AE86型）の中古車相場高騰や、作中に登場する「溝落とし」や「インベタのさらにイン」といった走行技術を真似しようとする読者が現れるようになるなど、社会的にも大きな影響を与えた。

### 衰退と「若者の車離れ」
若者の車離れも参照。
いわゆる団塊ジュニア世代が成人・免許取得・乗用車を所有し始めた1990年代をピークに、その後は走り屋の減少傾向が続いている。
原因のひとつが、バブル景気の崩壊以降若者が自動車に興味を示さなくなっていったことである。バブル崩壊以降の景気悪化による収入減と、乗用車の高性能化・安全性追求による車両価格の増大という二つの経済的要因が重なり、走り屋の主要な年齢層である若者世代が以前に比べ車やオートバイに興味を示さなくなった。
また、2004年には道路交通法が改正され、共同危険行為による立件の容易化や、検挙した際の厳罰化がなされたことも、走り屋減少の原因の一つとなった。
加えて、四輪車に関しては、平成12年排ガス規制においてスープラ、RX-7、スカイラインGT-R、シルビアといった走り屋に人気があったスポーツカーが次々と生産中止となり、中古スポーツカーの値崩れに歯止めがかかったことも、走り屋の衰退を加速させた。

### 現在
前述のように、若者の車離れの進行や、警察による取り締まりや違法競走暴走行為対策の強化、スポーツカーの減少といった要因によって、走り屋自体の消滅には至っていないものの、その絶対数は減少している。
加えて、近年では1980年代から1990年代の走り屋全盛期に人気を博したスポーツカーが、経年劣化やエコカー補助金によって廃車となったり、日本の走り屋文化が海外に知れ渡った（「JDM」、「スポーツコンパクト」項目も参照のこと）ことによって日本製スポーツカーの海外流出が増加したりした結果、中古車として流通する台数が減り、同時に価格上昇も進んでいる。また、新車で販売される車両に関しても、ATが普及し、ハイブリッドカーやSUV、ミニバンの割合が増加する一方で、スポーツカー、特にMTを搭載した車両が減少傾向にあることも影響して、走り屋の数は全盛期に比べると少ない。警察庁の統計では、2017年から2021年は人数が1150～1250人前後、台数が2000～3000台前後で推移している。

## 種別

### 最高速
車の限界速度を追求したり、区間内のタイムを競う行為。主に高速道路で時により300km/hを超える高速度を保ったまま、他車を追い抜くために車線変更を繰り返しながら暴走する。関東地方では主に首都高速道路の湾岸線や東京湾アクアラインや第三京浜道路、関西地方では阪神高速道路の環状線や湾岸線などに出没することが多く、東海地方では名古屋高速道路の環状線や伊勢湾岸自動車道、東名阪自動車道などに出没することが多い。関東・中部・関西を問わずにベイエリアを主体とする者は「湾岸族」と呼ばれる。
首都高速道路湾岸線においては、2011年に起きた東日本大震災の影響が少なからず残っており、「超高速度域では車体が不安定になるものの、法定速度の二倍程度で走行している分には全く気にならないような小さなギャップ」が散見され、「湾岸族」が一斉に消えてしまった経緯がある。
1970年代から1980年代前半にかけては「東名レース」の俗称で東名高速道路でも多数出没しており、彼らは「東名全開族」と呼ばれていた。

### ルーレット族・環状族
主に四輪車を運転し、環状道路を暴走する行為。関東地方では「ルーレット族」、関西地方では環状族と呼ばれる。1990年代頃までは一周のタイムを競うこともあった。関東地方では首都高速都心環状線、関西地方では阪神高速1号環状線、東海地方では名古屋高速都心環状線などの環状型の自動車専用道路に出没する。
首都高速道路都心環状線において最も隆盛を誇ったのが1990年代後半～2000年代である。2chの掲示板で「本気組」と呼ばれていたトップ勢の中には、外回りを1周5分を切って（法定速度順守だと約18分ほど掛かる）周回する者もいた。彼らが首都高を走るという情報は主に2chの掲示板や携帯電話を通じて共有され、走行レーンが見える一般道や各パーキングエリアに多数のギャラリーが詰めかけるなどの異様な熱気を帯びていた。ゲーム『首都高バトルシリーズ』に登場する特殊な敵キャラクター「ワンダラー」の中には、当時の「本気組」の中でも有名な車両をモデルとしたものが複数台実装された事もある。また、その車両スタイルだけを真似る「雰囲気組」が増加したことにより、各PAがオートサロン化し、深夜には一般車の利用を妨げるほど混雑することが常態化していた。年に数回警察による違法改造車の摘発がこうしたエリアで行われている。
その後、オービスの大量設置などの取り締まり強化や交通量の増加といった影響で下火となったが、2020年からのコロナ禍においては、COVID-19（新型コロナウイルス）への感染予防のため外出が自粛されたことで道路が空き、活動が活発化した。2022年1月には、公道レースを実施していたルーレット族運転の車同士が衝突し、一方の運転者が死亡する事故が首都高速で起きている。
2006年頃には、中国の大都市でも日本の人気漫画に触発されたとみられるルーレット族が登場し、社会問題化した。

### ローリング族
峠族、峠小僧という俗称もある。四輪車や二輪車で、峠道（ワインディングロード）をいかに速く走れるかを競う行為。狭い峠道の急カーブを曲がる際に車を制御しきれず、対向車線に飛び出して正面衝突事故や自損事故、転落事故が起こる可能性があるため、それぞれの地域（峠）ごとに「どの区間を走る」、「どこで折り返す」、「上り下りどちらを走る」などのローカルルールを作っていることもある。しかし、あくまで勝手に決めているものであり、知らずに通りかかった一般車が巻き添えとなる可能性は排除できない。
また、一般車や歩行者に危険を及ぼしたり通行を妨げたり、近隣住民への騒音被害や道路設備の損壊といったことが社会問題化することも少なくない。被害の多い地域では夜間の通行禁止などを余儀なくされた道路もある。

一方で、カーブの多い道路形状にそって速く走ることは、車の性能以外にもドライバーの技術によるところが大きく、ローリング族として技術を蓄えた者がサーキットでの走行へ切り替えたり、プロのレーシングドライバーとなることもある。

### ゼロヨン
発祥は1⁄4マイル（約402メートル）の直線での到達時間を競う、1950年代から1960年代にアメリカ合衆国の若者の間で流行した違法公道レースであり、現在はモータースポーツとして定着しているドラッグレースを倣ったもの。日本には1970年代後半に伝わり、各地の公道でレースが行われるようになった。
アイドリング状態からアクセルペダルのベタ踏みで急加速し、400m地点までへの到達タイムを競う。短距離ではあるが、およそこのレース用に改造された大パワー車が用いられることが多く、最高速度は200km/h前後に達することもある。主に直線が続き道路幅が広い所、交通量が少なくなった深夜・早朝の時間帯を見計らって、工業団地や港湾（埠頭）に出没することが多い。ただし、現在は取り締まりの強化や夜間の進入禁止といった理由から他の走り屋と同様減少傾向にある。
「ゼロヨン」という言葉は日本の非合法公道レースを指すことが多く、公式競技では国際的呼称の「ドラッグレース」と呼ぶことが一般的である。

### ドリフト族
主に深夜の峠や広い駐車場・港で、車を意図的に横滑り（ドリフト走行）させながら暴走する行為。他の走り屋と違い、速さよりも「いかに格好良く滑らせながら走って目立つか」に重点を置く。
車を横滑りさせる行為は自動車の設計において本来想定された走行ではないため、制御不能による道路逸脱や横転、崖下への転落、時には道路沿いの歩行者との接触なども起こる。また、センターラインを越え、反対車線にはみ出して走行することも少なくない。加えて、ドリフト走行では路面にタイヤのスリップ痕が残るが、これが器物損壊罪にあたるとして検挙された事例も存在する。故意にスリップさせるため、タイヤの異常磨耗による悪臭や白煙が問題となることもある。それゆえ、ドリフト族が多く集まる場所では、警察による取り締まりが重点的に行われたり、キャッツアイや減速帯、ポールの設置などがなされたりした。
一方で、1990年代末期頃からは、上記の取り締まりや対策の強化に加え、サーキットなどクローズドコースでのドリフト練習会・大会の広まりもあり、合法的なモータースポーツ競技としての側面も次第に見られるようになった。2000年からは全日本プロドリフト選手権（2001年よりD1グランプリ）が開催され、2004年からはD1グランプリなどの影響を受けてアメリカ合衆国でもフォーミュラ・ドリフトの名でシリーズ戦がスタートするなど、現在では走り屋をルーツに持つ日本発祥のモータースポーツとして世界各地に広まっている。D1グランプリなどで活躍するプロのドライバーには、ドリフト族から競技に転向してステップアップしてきた者も少なくない。
他の走り屋の形態と異なり、正規のモータースポーツの模倣から始まった行為ではないことや、速さではなく目立つことや格好良さ、派手さを競うといった特徴があるため、他に比べて独自の文化がある。使用される車種はスポーツカーだけでなく高級・ミドルクラスのセダンも少なくなく、車体の塗装やホイール、エアロパーツなども他に比べて派手なものも見受けられる（車両については「ドリ車」も参照）。
この日本の走り屋から生まれたドリフトの文化は、すでに欧米を中心とした海外のストリートレーサーに幅広く浸透している。中東では「アラブドリフト」（サウジドリフト）と呼ばれる、見物人（ギャラリー）が見物する中、富裕層のドライバーが直線上で危険なドリフト走行を行うことが頻発している。

## 文化

### 車両

#### オートバイ
1950年代から1960年代にかけて都市部でカミナリ族が増え、社会問題化した。
1980年代のオートバイブームの際には、レース専用車両を模したレーサーレプリカと呼ばれる型のオートバイが流行し、走り屋の間でも人気を博した。彼らは、フルフェイス型のヘルメット、グローブ、ブーツ、レーシングスーツを着用することが多かった。さらにオートバイ雑誌の連載企画である読者からの投稿コーナーが人気となり、1986年には二輪車の走り屋を対象に特化した読者からの投稿専門の雑誌『バリバリマシン』が発刊された。

#### 自動車
高速走行に適したスポーツカーの人気が高い。駆動方式はシルビアのような後輪駆動、シビックのような前輪駆動、ランサーエボリューションやスカイラインGT-Rのような四輪駆動など様々である。ただし、ドリフト族においてはドリフト状態を維持しやすい後輪駆動、特にFRが好まれる。
変速機はマニュアルトランスミッション（MT）が圧倒的に人気である。近年では、パドルシフト等の普及、オートマチックトランスミッション（AT）の性能向上やスポーツカーへの搭載（例：フェアレディZ34の7M-ATxやデュアルクラッチトランスミッション（ランサーエボリューションXのツインクラッチSSTやポルシェのPDKなど）、セミオートマチックトランスミッション（例：アルトワークスHA36Sのオートギヤシフト））により、ATも以前よりは広まりを見せている。
走り屋の黎明期であった1970年代から1980年代には、「街道レーサー」と呼ばれる、富士グランチャンピオンレース（通称グラチャン）の前座であったシルエットフォーミュラに触発された車両の改造（グラチャン仕様やチバラキ仕様とも呼ばれる）が流行した。前述の通り以前は「走り屋」の同義語であったが、現在では主にシャコタン、大きく前方に張り出したフロントスポイラーや大きく上に突き出したマフラー、リムの深いホイール、派手な装飾パーツ、大音響のエンジン音などの改造を施した旧車のことを指す俗称となっている。「族車（暴走族の改造車）」とほぼ同じ意味で使用されており、こういった改造は旧車愛好の一つのスタイルとなっている。由来は、1980年代に登場したモーターマガジン社の自動車雑誌「ホリデーオート」の読者投稿コーナー「Oh!MY街道レーサー」で、前述のスタイルの改造車が数多く登場したことによる。「レーサー」とついているが、必ずしも、昔のカミナリ族のように最高速や運転技術を競うわけではない。
1980年代後半の関東方面では車体価格が安くて後輪駆動である「ハチロク」（カローラレビンおよびスプリンタートレノの「AE86型」の通称）やR30スカイラインが人気であった。一方で、関西方面では、1980年代後半から1990年代前半にかけて、FFであるホンダのワンダーシビック及び[姉妹車のバラードCR-Xや、グランドシビック・EG型シビックなどの人気が高かった。これは、鈴鹿サーキットで行われていたシビックによるワンメイクレースやグループAレースでのシビックの活躍の影響が大きかったといわれる。
1990年代に入ると、シルビアや180SX、R32形スカイラインなどの高性能なFRの日産車が流行したほか、ハイソカーブームの終焉によってそれらの車種が中古車市場で安価になったことから、後輪駆動のハイソカー（ソアラなど）も多く使用された。
2000年代に入ると、平成12年排ガス規制の影響やバブル崩壊後のスポーツカー人気の低下により、EK型シビック、シルビア、スープラ、RX-7などの走り屋に人気のあったスポーツカーの多くは生産を終え、それらの車種は中古車市場から調達することになった。
また、ドリフト族に関しては、クーペスタイルのスポーツカーだけでなく「ドリフトに向いているFRかつ中古の車体・部品が安く大量に手に入る」「パーツの互換性の高さからチューニングが容易」といった理由により、マークII三兄弟（マークII、チェイサー、クレスタ）やローレル、セフィーロといったDセグメント相当のセダン（いわゆるかつてのハイソカー）もポピュラーな車種である。これらの車種は、1JZやRB20/RB25などを搭載している事が多く、スープラなどの2JZ-GTEやスカイラインGT-RのRB26といった同系の高性能エンジンを換装するケースも多い。また、近年ではクラウンやアリスト、フーガなどのEセグメントセダンも見受けられる。
最高速では、フェアレディZ、スカイラインGT-R、RX-7、スープラなどの各自動車メーカーのフラッグシップに相当する車両が使われることも少なくなく、他の走り屋に比べ莫大な資金を投じて改造が施される。また、ポルシェなどの輸入高級スポーツカーも多い。

### 用語
以下は日本で使われている用語である。走り屋の形態故に一般的なモータースポーツ用語であることも多く、そのため一般人でも多少は理解できるものが多い。
ガス
アメリカ英語でガソリンのこと。日本でも給油を「ガス入れ」、燃料切れを「ガス欠」と呼ぶことがある。
コーナー
サーキットにおける呼称と同様に、カーブを指す。コーナーを走行することを「コーナリング」と言う。また、ヘアピンカーブはヘアピンと略される。
ダウンヒル
峠などのワインディングロードの下りを指す。ダウンヒラーは下りが得意な者やその種類。
ヒルクライム
峠などのワインディングロードの上りを指す。ヒルクライマーは上りが得意な者やその種類。古くから競技も存在する
チューン（チューニング）
走行性能や操作性の向上などを目的として車両に手を加えること。単なる改造車とは異なる。そのための技術者や企業をチューナー、部品をチューニングパーツと呼ぶ。
バトル
勝負の判定をするための走行の総称。「バトる」と動詞形になることもある。勝利の条件（判定）はそのときどきで異なる。
ギャラリー
峠道の脇やコーナー、駐車場、高速道路のパーキングエリアやサービスエリアに出没する見物人。
直線バカ、直線番長
前述の公道ドラッグレースなどのジャンルにおいて、主に直線を（速く）走ることに重きを置いたスタイルのこと。ルーレット族、ローリング族においては「コーナーリングよりも直線でしか速く走れない技術の低いドライバー、または、高出力の割にシャシやブレーキ性能が低いエンジンファスターの市販車や、きちんとセットアップできていない車」といった意味で、最大の侮蔑を持って使用されることもある（悪口）。逆に湾岸族においては「どんな時でもアクセルペダルを踏みっぱなしのとんでもない（無鉄砲な、イカレた）奴」というあだ名として使用されることもある。
また、弾丸も同じように真っ直ぐにしか進めないため、「弾丸野郎」などと呼ばれることもある。漫画「オーバーレブ!」において、麻生拓郎が同様の理由で「褐色の弾丸」と呼ばれている。
ハチロク小僧
一般に、AE86（通称ハチロク）に乗る入門者のことを指す。漫画「頭文字D」の影響で人気となって以来価格が高騰しているが、一時のハチロクは在庫数が多く中古車市場で安価であったため、入門用として若者でも購入しやすかったことが語源と言われている。ハチロクを速く走らせるためには高度なテクニックが必要であるため、ハチロクに乗っているだけで入門者ということにはならない。
近年では、漫画やアニメに影響され、車のことを良く知らずにハチロクを買う者への揶揄の意味でこう呼ぶこともある。

### 雑誌
走り屋を購買層に想定した雑誌（多くが月刊誌）は、2023年現在では三栄が出版するOption及びその姉妹紙のドリフト天国などがある。過去には「CARBOY」（八重洲出版）や「ヤングバージョン」（交通タイムス社）など、複数社から様々な雑誌が発行されていた。これらの雑誌は、過去においては公道での暴走や道路運送車両法に違反する改造を公然と示唆する内容のものも少なくなかった。近年では、積極的にサーキットでの走行を推奨する記事、あるいは合法的な改造に関する記事も珍しくなくなったが、公道での暴走に関する記事が完全に消えたわけではない。こうした雑誌に対しては、商業誌において違法行為を助長する行為への批判もある。

## 日本国外の事例
日本国外でも、オートバイや自動車で公道でのドリフト走行や制限速度・法定速度を大幅に超えた高速走行をする者がおり、また、その様子を撮影した動画がYouTubeなどの動画投稿サイトやSNS上に投稿されることもある。例えば、オートバイ同士や自動車同士、オートバイと自動車の対決動画などがある。アップロードされている大部分の動画が公道で行われているため、日本国外の交通法規と照らし合わせてみても違法行為となる場合が多いと考えられる。ただし、アウトバーンのような速度制限の無い高速道路も海外には複数存在するため、一概に違法行為とはいえない。

### 北米
北アメリカでは、峠道やイギリスのようなカントリーロードが少ないため、日本で言うローリング族はほとんど見受けられない。各地の専用コースやレーストラック、工業地帯や郊外の直線道路を使ったドラッグレースが盛んで、バイクであれば各社のスポーツタイプのバイク、自動車であれば古いアメリカ車や日本製のスポーツカーが広く使われる。日本車では三菱・GTOやトヨタ・スープラといったGTカーや、ホンダ・シビックやホンダ・インテグラなどの前輪駆動車のスポーツコンパクトの人気が高い。中にはナンバープレートのついていないバイクや自動車でドラッグレースに臨む者もいる。（アメリカ合衆国では州によっては前ナンバープレートは不要である。）
これらも専用コースやレーストラックではなく公道で行われれば違法行為であることに変わりはなく、実際に過去にも警察による逮捕者が出ている。一方で、この公道レース撲滅の一環として、合法的に走れる場所を提供しようと言う動きがある。
なお、過去にはアメリカ大陸横断レース（キャノンボール）と言われる非合法公道レースが行われたこともあったが、これは公開された一大イベントのようなものとして行われるため、日本の非合法レースとは状況が異なる。また、大陸横断レースは必ずしも自動車やバイクで行われるわけではない。

### イギリス
1960年代にはロッカーズの間で短時間の公道レースが流行し、カフェレーサーと呼ばれる改造スタイルが広まった。なお、イギリスではスピード違反は比較的罰則が重く、最低でも100ポンド（日本円で約16,700円）の罰金が科され、運転免許のポイントが3点減点される（条件を満たせば講習を受けることで罰金・減点をなくすことが可能）。
過去にはチューニングショップ経営者のスモーキー永田が、制限速度70マイル（112㎞/h）を大幅に上回る318km/hという速度で公道を走行、スピード違反を犯して運転免許を剥奪されたが、イギリスのカスタムカー雑誌「MAX POWER」に大きく掲載され、同国のストリートレーサーからカルト的な人気を得ていたこともある。

### オーストラリア
オーストラリアではメルボルンとシドニーに多い。オーストラリアでは日本の「走り屋」のような語としてHoon（複数形でHoons）と言う語が使われている。Hoonは名詞としてだけではなく時として動詞として使われることもある。
1970年以降、メルボルンでは定期的に公道での競争イベントが行われることもあり、最近ではより多くの人がより安全に参加する目的で、警察にも届出を出した上でのれっきとしたイベントとして公道レースが行われることもある。
またそれ以外にも、ドラッグレースが複数車線のあるフリーウェイ（高速道路）で行われることや、一般道で街間競争が行われることもある。

### 香港
香港では日本や他のアジア諸国からもたらされた文化が大きい。香港では香港警察が道路に置石（数十 - 数百kgもするコンクリートブロックを道路に置く）、検挙するなどしてその対策に乗り出している。
頭文字Dのような日本産の漫画を香港の会社が映画化することもあり、香港は他のアジア地域から見ても所得が高い層が多いため、余興のように行われることが多い。

### 中近東
主にサウジアラビアに多く、Tafheet（発音は｢タッフィート｣に近い）、アラブドリフト（サウジドリフト、Saudi Drifting、KSA Drifting）などと呼称される。車種は、日本でポピュラーな後輪駆動（FR）のスポーツタイプよりも、日本ではほとんどベースにされないFFセダン、特にカムリ（主にXV20系以降）やソナタ（主にEF系以降）、アコード（インスパイア）といったDセグメント車が多い。単独事故だけでなくギャラリーを巻き込んだ事故も多発しており、インターネットの動画投稿サイトで公開された動画の中には同乗者が車内から飛び出すというショッキングな瞬間を捉えたものもある。また、石油関連で裕福な家庭が多く、若者でも最新のフェラーリやポルシェ・カレラGTなど、数千万円はするスーパーカーにてサウジドリフトを楽しんでいる動画も存在する。

## 走り屋が登場する作品

### 漫画
代表的と思われる作品を挙げている。明確な基準はないが、前述のメディアミックスや長期連載され、クルマ漫画・バイク漫画のジャンルにおいて知名度が高い作品で、おおむね公道での非合法なレースバトルを主題にした作品である（合法的な競技としてのレースの占める割合が多い作品も含む）。
代表的な漫画としてはしげの秀一の『バリバリ伝説』『頭文字D』や楠みちはるの『湾岸ミッドナイト』などが挙げられる。
- あいつとララバイ
- 頭文字D
- SS
- オーバーレブ!
- カウンタック
- キリン
- ナニワトモアレ
- バリバリ伝説
- よろしくメカドック
- シャコタン☆ブギ
- 湾岸ミッドナイト

### 映画
特に「走り屋」のスタイルに近い2000年以降の映像作品を挙げている（前節の漫画が原作のものを除く）。
- ワイルド・スピードシリーズ
- 超速伝説ミッドナイトチェイサー
- ドリフト - 神野太監督、2006年公開の映画。主人公が13型シルビアに乗る。その後シリーズ化された。
- ハイブリッド・バトル

### オリジナルビデオ
- 首都高速トライアルシリーズ - 1980年代後半から1990年代にかけて制作された、首都高速道路を舞台とし走り屋を題材とした映画・オリジナルビデオシリーズ。第2作以降はオリジナルビデオとして制作され「ドリフトキング」こと土屋圭市が出演している。